# 大鳍鱼
大鳍鱼（学名：Macrochirichthys macrochirius）为輻鰭魚綱鯉形目鯝科大鳍鱼属的鱼类。分布于印度尼西亚、越南、泰国以及澜沧江下游等，常栖息于水体上层，本魚頭部朝上;沒有觸鬚;腹面有銳利的龍骨脊。身體為扁長形;背面輪廓平坦，後頸凹陷，嘴部朝上，胸鰭延長，尾鰭基底有黑色的斑塊，下頜伸出，背鰭軟條10枚;臀鰭軟條25-27枚，體長可達1公尺。稚魚時期以昆蟲為食，成魚以其他魚類為食，可做為食用魚，该物种的模式产地在印度尼西亚。